# ریکاردو دبروسکی
ریکاردو دبروسکی (اسپانیایی: Ricardo Dabrowski‎؛ زادهٔ ۲۸ مارس ۱۹۶۱) بازیکن فوتبال اهل آرژانتین است.

## باشگاهی
از باشگاه‌هایی که در آن بازی کرده‌است می‌توان به باشگاه فوتبال کولو-کولو اشاره کرد.